# Sofía y el terco
Sofía y el terco es una película dramática colombiana de 2012 dirigida y escrita por Andrés Burgos y protagonizada por Carmen Maura, Gustavo Angarita, Constanza Duque, Julián Arango, Carlos Manuel Vesga y Álvaro Rodríguez.

## Sinopsis
Sofía es una mujer mayor que nunca ha abandonado su pueblo natal. Lleva una vida tranquila junto a su esposo en la cordillera y nunca ha conocido el mar. Su esposo Alfredo le promete constantemente que la llevará al mar pero su terquedad no le permite realizarle el sueño a su devota esposa, así que ella decide emprender el viaje sola;enfrentándose a una realidad aún desconocida.

## Reparto
- Gustavo Angarita: Alfredo.
- Carmen Maura: Sofía.
- Constanza Duque: Mercedes.
- Julián Arango: Camionero.
- Carlos Manuel Vesga: Asistente.